# Bodenseeufer westlich Friedrichshafen
Das FFH-Gebiet Bodenseeufer westlich Friedrichshafen ist ein im Jahr 2005 durch das Regierungspräsidium Tübingen nach der Richtlinie 92/43/EWG (Fauna-Flora-Habitat-Richtlinie) angemeldetes Schutzgebiet (Schutzgebietskennung DE-8322-341) im deutschen Bundesland Baden-Württemberg. Mit Verordnung des Regierungspräsidiums Tübingen zur Festlegung der Gebiete von gemeinschaftlicher Bedeutung vom 5. November 2018 (in Kraft getreten am 11. Januar 2019), wurde das Schutzgebiet ausgewiesen.

## Lage
Das rund 517 Hektar große Schutzgebiet Bodenseeufer westlich Friedrichshafen gehört naturräumlich zum Bodenseebecken. Seine drei Teilflächen liegen auf einer Höhe von 388 bis 424 m ü. NHN und erstrecken sich in den zum Bodenseekreis gehörenden Gemeinden Hagnau, Immenstaad und Stetten sowie der Stadt Friedrichshafen.
Im Wesentlichen umfassen die Teilflächen den Bereich des Bodenseeufers zwischen Stetten im Nordwesten (südlich der Ehrenstätte) und Hagnau, zwischen Hagnau und dem Immenstaader „Kippenhorn“, sowie Immenstaad und Friedrichshafen im Südosten.

## Schutzzweck
Wesentlicher Schutzzweck ist die Erhaltung der Flachwasser- und Uferzone des Bodensees mit der Mündung des Lipbachs südlich des „Grenzhofs“.

### Lebensraumtypen
Die Vielfalt von Lebensraumtypen wie nährstoffarme Stillgewässer, kleinflächige Strandrasen, Röhrichtbestände und Auwälder sind Zeugnis einer postglazialen Landschaftsentwicklung. Das Schutzgebiet zeichnet sich durch folgende Lebensräume aus: Binnengewässer (95 %), Laubwald (3 %) sowie Moore, Sümpfe und Uferbewuchs (2 %).
Folgende Lebensraumtypen nach Anhang I der FFH-Richtlinie kommen im Gebiet vor:
| EU Code | * | Lebensraumtyp (offizielle Bezeichnung)                                                                                            | Kurzbezeichnung                                              |
| ------- | - | --- | ------------------------------------------------------------ |
| 3130    |   | Oligo- bis mesotrophe stehende Gewässer mit Vegetation der Littorelletea uniflorae und/oder der Isoëto-Nanojunceata               | Nährstoffarme bis mäßig nährstoffreiche Stillgewässer        |
| 3140    |   | Oligo- bis mesotrophe kalkhaltige Gewässer mit benthischer Vegetation aus Armleuchteralgen                                        | kalkreiche, nährstoffarme Stillgewässer mit Armleuchteralgen |
| 91E0    | * | Auen-Wälder mit Alnus glutinosa und Fraxinus excelsior (Alno-Padion, Alnion incanae, Salicion albae)                              | Auenwälder mit Erle, Esche, Weide                            |
| 91F0    |   | Hartholzauenwälder mit Quercus robur, Ulmus laevis, Ulmus minor, Fraxinus excelsior oder Fraxinus angustifolia (Ulmenion minoris) | Hartholzauenwälder                                           |

### Arteninventar
Folgende Arten von gemeinschaftlichem Interesse kommen im Gebiet vor:
| Bild                      | EU Code | * | Art                       | wissenschaftlicher Name | Artengruppe           |
| ------------------------- | ------- | - | ------------------------- | ----------------------- | --------------------- |
| Groppe                    | 1163    |   | Groppe                    | Cottus gobio            | Fische und Rundmäuler |
| Bodensee-Vergissmeinnicht | 1670    |   | Bodensee-Vergissmeinnicht | Myosotis rehsteineri    | Pflanzen              |

### Zusammenhängende Schutzgebiete
Folgende vier Schutzgebiete sind Bestandteil des FFH-Gebiets:
| Nr.          | Name | Ort/e                       | Flächenanteil [%] | Bild |
| ------------ | --- | --------------------------- | ----------------- | ---- |
| LSG 4.35.031 | Bodenseeufer Bodenseeuferlandschaft mit kleinräumigen Wechsel von bewaldeten Kuppen, steilen Molassefelsen, Streuobst- und Wiesenflächen mit eingestreuten Äckern. | Hagnau, Immenstaad, Stetten | 3                 |      |
| NSG 4.102    | Lipbachmündung Gehölzbestand sowie Uferzone des Bodensees und der vorgelagerten Flachwasserzone am untersten Abschnitt des Lipbachs; das Gebiet dient als Lebensraum zahlreicher seltener und zum Teil von Aussterben bedrohter Rast-, Überwinterungs- und Brutvogelarten sowie als Laichgebiet vieler Fischarten. | Friedrichshafen, Immenstaad | 3                 |      |
| LSG 4.35.001 | Württembergisches Bodenseeufer Naturstrände und Strandwälder des Bodensees mit Schwarz-Pappel- und Eichenbeständen als vorherrschende Ufergehölze. | Friedrichshafen             | 1                 |      |
| LSG 4.35.042 | Württembergisches Bodenseeufer – Neufassung Teilbereich Friedrichhafen-West Seenahe Freiflächen als Teile der wichtigen Vernetzungslinien zwischen Bodenseeufer und Hinterland sowie als wertvoller Grüngürtel entlang des Bodensees mit Seehag, Röhrichten und Galeriewäldern.                                    | Friedrichshafen             | 1                 |      |